# Tagakolga
Tagakolga – wieś w Estonii, w prowincji Võru, w gminie Varstu.